# 진짜 사나이 (텔레비전 프로그램)
《진짜 사나이》는 2013년 4월 14일부터 2016년 11월 27일까지 방송된 예능 프로그램이다.

## 진짜 사나이 역사
- 2010년 5월부터 12월까지 KBS 1TV에서 교양 프로그램인 《병영체험, 진짜 사나이》의 유명인 추성훈, 엄홍길, 걸스데이 등의 출연으로 편성하였으나 3년 뒤인 《리얼입대 프로젝트 - 진짜 사나이》는 일밤의 02부 코너로 2013년 4월 14일부터 2016년 11월 27일까지 방송하고 출연자들이 대한민국 국군 예하의 부대를 05박 06일 간 머물며, 병영 훈련을 체험하는 프로그램이다. 또한 중국의 한 프로그램 제작사로부터 포맷 수출 라이센스 독점 계약을 맺었다.

## 방송 시리즈
| 방송 시즌 | 방송 횟수 | 방송 기간                         | 출연진 및 패널                                           |
| --------- | --------- | --------------------------------- | -------------------------------------------------------- |
| 1         | 96부작    | 2013년 4월 14일 ~ 2014년 3월 8일  | 이 부분은 진짜 사나이의 출연자 목록 문서를 참고하십시오. |
| 2         | 91부작    | 2015년 3월 8일 ~ 2016년 11월 27일 | 이 부분은 진짜 사나이의 출연자 목록 문서를 참고하십시오. |

## 논란과 비판

### 제작진의 편집 문제
- 2015년 3월 15일 방송에서는 출연자들이 옷을 갈아입는 장면과 샤워를 하는 장면이 방송에 그대로 노출되어 논란이 되었다.
- 2015년 11월 29일 방송에서는 일본 군가였던 군함행진곡을 배경음악으로 사용하였으며, 이이경이 허리디스크로 인한 훈련 미이수에 관해서 경위서를 쓰는 장면에서 이이경의 주민등록번호가 그대로 방송에 노출되었다.
- 2015년 여군 특집 3기의 멤버들이 '(곽지수 하사의)엉덩이가 올라갔다'며 성희롱적 발언을 하는 장면이 그대로 방송에 나가다 못해 곽지수 하사의 엉덩이에 불이 붙는 것처럼 CG처리를 해 곽지수 하사의 가족들과 시청자들에게 많은 비난을 받았다.
- 여군 4기 멤버였던 이채영이 생활관에서 넘어져 크게 다칠 뻔한 상황에서 '초 단위로 불뿜던 슬랩스틱'이라는 자막으로 개그 취급하여 문제가 되었다.

### 실제 군대와의 괴리감
예능 프로그램임과 동시에 국방부에서 지원을 받고 군대를 홍보하는 프로그램이기 때문에 실제 군대와의 괴리감은 가장 많은 비난을 받고 있는 부분 중 하나다.
출연자들이 군대 음식을 먹으며 호들갑을 떨거나 고성잡담을 하는 행위를 하고도 아무렇지 않게 대충 넘어가고 에피소드가 끝날 때마다 걸그룹이 군부대에서 행사를 하는 등 실제 군대와의 괴리감이 크다. 이 때문에 일부 시청자들(주로 군필자)은 군대 홍보에 전혀 도움이 안 된다며 '진짜 사나이를 폐지해야 한다'고 주장한다.

### 출연자들의 문제 행동
다른 출연자들이나 군인들을 불쾌하게 하는 출연자들의 문제 행동도 실제 군대와의 괴리감과 함께 가장 많은 비난을 받고 있다.
특히 아래의 문제 행동은 매우 심각한 문제가 되었다
- 어깨 부상을 입은 김수로는 다른 출연자들이 유격훈련을 받는 것을 참다 못해 유격훈련에 무리하게 참여하다가 부상이 악화되었다.
- 차량선탑한 일병과 이병의 대부분이 태연하게 잠을 잤다.
- 케이윌은 의장대장과 교관이 합의하여 군기장으로 빼기로 했음에도 불구하고 무리하게 참여해 1주년 맞이 군악의장 페스티벌을 망쳤다.
- 헨리는 박광열 상병에게 '파인애플 닮았다'는 발언을 하고도 전혀 반성하는 기미가 보이지 않아 박광열 상병을 불쾌하게 했다.
- 여군 3기 멤버들은 '엉덩이가 화가 나 있었다(곽지수 하사)'는 성희롱적 발언으로 곽지수 하사의 부모형제들에게 많은 비난을 받았다.

### 여군특집
2014년 8월 24일부터 2014년 9월 21일까지 여군특집으로 방송하였는데 모든 출연자들이 카메라를 의식하지 않고 자연스럽게 훈련에 임하며 호평을 받았다. 특히 걸스데이 혜리는 3초간의 애교 하나로 일약 스타덤에 올랐으며, 인기드라마 여주인공 역할에 캐스팅되는 영광을 누린다. 이후 시즌2를 기획하지만 이 소식을 접한 시청자들은 2기부터 뜨려고 지원하는 사람이 태반인데다 미리 1기 방송을 정주행한 뒤 행동을 다 계산해서 올게 뻔해서 1기같은 리얼리티가 나오기는 힘들거라고 우려를 표했다.
시청자들의 우려는 사실이었다. 2기 여군들은 지난시즌 래퍼토리의 재탕, 툭하면 눈물을 흘리는 모습, 저질체력 등으로 인한 민폐로 혹평을 받았다. 이런 현상은 3기와 4기에서도 이어지면서 '뜨기위해 지원한다'는 비판이 지속적으로 제기되었다. 또한 시즌을 거듭할수록 똑같은 래퍼토리와 캐릭터 구성 등으로 화제가 떨어졌다. 결국 하나의 보증수표였던 여군특집은 무명이나 인지도 낮은 연에인들의 무명탈출 혹은 인지도 높이기 수단으로 변질되고 말았다.

### 기타
- 2015년 상반기에는 군견과 관련된 이야기를 다루었다. 해당 군견은 춘천시에 있는 군견 부대인 것으로 보일 정도여서 군대판 TV 동물농장을 능가할 정도로 소개된 적이 있다.

- 2015년 9월 13일 제124회 여군특집에서 방송예정이었던 실수류탄 투척 훈련은 모 사단 신병교육대대에서 발생한 수류탄 사상사고 여파로 인해 방송되지 않았으며, 군형법교육과 군가교육으로 대신하였다. 미방송 되었던 실수류탄 투척 훈련은 125회에서 연습용 수류탄 투척훈련으로 편집 축소되어 방송되었다.

## 내레이션 및 시청률
최저 시청률과 최고 시청률은 시청률 조사회사와 지역별로 시청률에 차이가 있을 수 있습니다.

### 1기

#### 2013년
| 회차   | 방송일    | 내레이션              | TNmS 시청률    | AGB 시청률     |
| 회차   | 방송일    | 내레이션              | 대한민국(전국) | 대한민국(전국) |
| ------ | --------- | --------------------- | -------------- | -------------- |
| 제1회  | 4월 14일  | 써니, 서현 (소녀시대) | 8.3%           | 7.8%           |
| 제2회  | 4월 21일  | 박규리, 구하라 (카라) | 9.9%           | 9.9%           |
| 제3회  | 4월 28일  | 강민경 (다비치)       | 9.4%           | 9.8%           |
| 제4회  | 5월 5일   | 보라 (씨스타)         | 8.1%           | 8.5%           |
| 제5회  | 5월 12일  | 백진희                | 9.2%           | 9.5%           |
| 제6회  | 5월 19일  | 손담비                | 10.9%          | 11.4%          |
| 제7회  | 5월 26일  | 한선화 (시크릿)       | 10.3%          | 11.0%          |
| 제8회  | 6월 2일   | 김영옥                | 12.1%          | 12.2%          |
| 제9회  | 6월 9일   | 김영옥                | 13.6%          | 14.5%          |
| 제10회 | 6월 16일  | 변희봉                | 13.8%          | 14.8%          |
| 제11회 | 6월 23일  | 이상용                | 17.5%          | 14.6%          |
| 제12회 | 6월 30일  | 최유라                | 14.8%          | 14.6%          |
| 제13회 | 7월 7일   | 최유라                | 15.8%          | 17.2%          |
| 제14회 | 7월 14일  | 최유라                | 17.0%          | 16.5%          |
| 제15회 | 7월 21일  | 최유라                | 17.4%          | 16.6%          |
| 제16회 | 7월 28일  | 최유라                | 17.8%          | 15.9%          |
| 제17회 | 8월 4일   | 최유라                | 17.9%          | 17.3%          |
| 제18회 | 8월 11일  | 김소연                | 16.5%          | 16.0%          |
| 제19회 | 8월 18일  | 배철수                | 17.5%          | 17.8%          |
| 제20회 | 8월 25일  | 배철수                | 15.8%          | 17.5%          |
| 제21회 | 9월 1일   | 배철수                | 15.3%          | 17.9%          |
| 제22회 | 9월 8일   | 배철수                | 16.0%          | 15.7%          |
| 제23회 | 9월 15일  | 김해숙                | 17.2%          | 15.9%          |
| 제24회 | 9월 22일  | 김미숙                | 19.0%          | 18.6%          |
| 제25회 | 9월 29일  | 김미숙                | 19.0%          | 18.2%          |
| 제26회 | 10월 6일  | 신애라                | 17.5%          | 16.5%          |
| 제27회 | 10월 13일 | 신애라                | 16.8%          | 17.9%          |
| 제28회 | 10월 20일 | 소이현                | 17.6%          | 18.1%          |
| 제29회 | 10월 27일 | 아이유                | 16.6%          | 18.8%          |
| 제30회 | 11월 3일  | 수지 (미스에이)       | 16.8%          | 17.4%          |
| 제31회 | 11월 10일 | 박지윤                | 18.0%          | 17.8%          |
| 제32회 | 11월 17일 | 이은미                | 14.3%          | 14.5%          |
| 제33회 | 11월 24일 | 김성령                | 18.1%          | 17.5%          |
| 제34회 | 12월 1일  | 배철수                | 14.9%          | 13.2%          |
| 제35회 | 12월 8일  | 강석우                | 12.8%          | 12.6%          |
| 제36회 | 12월 15일 | 배철수                | 15.7%          | 16.1%          |
| 제37회 | 12월 22일 | 배철수                | 13.0%          | 14.4%          |
| 제38회 | 12월 29일 | -                     | 15.1%          | 17.7%          |

#### 2014년
| 회차   | 방송일    | 내레이션 | TNmS 시청률    | AGB 시청률     |
| 회차   | 방송일    | 내레이션 | 대한민국(전국) | 대한민국(전국) |
| ------ | --------- | -------- | -------------- | -------------- |
| 제39회 | 1월 5일   | 김민정   | 14.8%          | 16.3%          |
| 제40회 | 1월 12일  | 김민정   | 13.5%          | 15.5%          |
| 제41회 | 1월 19일  | 김민정   | 12.7%          | 15.6%          |
| 제42회 | 1월 26일  | 장기하   | 14.1%          | 14.9%          |
| 제43회 | 2월 2일   | 장기하   | 14.4%          | 15.8%          |
| 제44회 | 2월 9일   | 김민정   | 13.3%          | 14.0%          |
| 제45회 | 2월 16일  | 김민정   | 13.8%          | 16.2%          |
| 제46회 | 2월 23일  | 김민정   | 14.7%          | 15.1%          |
| 제47회 | 3월 2일   | 김민정   | 15.3%          | 15.5%          |
| 제48회 | 3월 9일   | 김민정   | 13.5%          | 13.0%          |
| 제49회 | 3월 16일  | 김민정   | 13.1%          | 13.5%          |
| 제50회 | 3월 23일  | 김민정   | 13.7%          | 14.8%          |
| 제51회 | 3월 30일  | 김민정   | 12.6%          | 13.3%          |
| 제52회 | 4월 6일   | 김민정   | 11.4%          | 12.2%          |
| 제53회 | 4월 13일  | 김민정   | 13.5%          | 14.1%          |
| 제54회 | 5월 11일  | 김민정   | 15.1%          | 15.8%          |
| 제55회 | 5월 18일  | 김민정   | 12.8%          | 14.9%          |
| 제56회 | 5월 25일  | 김민정   | 12.0%          | 13.2%          |
| 제57회 | 6월 1일   | 김민정   | 12.1%          | 12.9%          |
| 제58회 | 6월 8일   | 김민정   | 11.7%          | 12.1%          |
| 제59회 | 6월 15일  | 최현정   | 10.5%          | 11.2%          |
| 제60회 | 6월 22일  | 김민정   | 11.1%          | 12.8%          |
| 제61회 | 6월 29일  | 김민정   | 11.5%          | 12.6%          |
| 제62회 | 7월 6일   | 김민정   | 12.6%          | 12.2%          |
| 제63회 | 7월 13일  | 김민정   | 10.8%          | 10.3%          |
| 제64회 | 7월 20일  | 김민정   | 10.5%          | 11.7%          |
| 제65회 | 7월 27일  | 김민정   | 11.4%          | 12.2%          |
| 제66회 | 8월 3일   | 김민정   | 14.6%          | 16.4%          |
| 제67회 | 8월 10일  | 김민정   | 15.5%          | 15.8%          |
| 제68회 | 8월 17일  | 김민정   | 15.2%          | 14.4%          |
| 제69회 | 8월 24일  | 유준상   | 18.7%          | 17.1%          |
| 제70회 | 8월 31일  | 유준상   | 18.3%          | 16.9%          |
| 제71회 | 9월 7일   | 유준상   | 18.6%          | 16.6%          |
| 제72회 | 9월 14일  | 유준상   | 19.5%          | 19.8%          |
| 제73회 | 9월 21일  | 유준상   | 10.9%          | 11.6%          |
| 제74회 | 10월 5일  | 김민정   | 11.5%          | 11.7%          |
| 제75회 | 10월 12일 | 김민정   | 11.0%          | 11.7%          |
| 제76회 | 10월 19일 | 김민정   | 10.8%          | 11.2%          |
| 제77회 | 10월 26일 | 김민정   | 13.1%          | 14.8%          |
| 제78회 | 11월 2일  | 김민정   | 13.7%          | 14.2%          |
| 제79회 | 11월 9일  | 김민정   | 12.3%          | 13.2%          |
| 제80회 | 11월 16일 | 김민정   | 12.3%          | 10.9%          |
| 제81회 | 11월 23일 | 김민정   | 12.7%          | 12.2%          |
| 제82회 | 11월 30일 | 김민정   | 11.9%          | 12.1%          |
| 제83회 | 12월 7일  | 김민정   | 10.8%          | 11.3%          |
| 제84회 | 12월 14일 | 김민정   | 9.7%           | 10.6%          |
| 제85회 | 12월 21일 | 김민정   | 9.9%           | 10.3%          |
| 제86회 | 12월 28일 | 김민정   | 10.6%          | 10.0%          |

#### 2015년
| 회차   | 방송일   | 내레이션 | TNmS 시청률    | AGB 시청률     |
| 회차   | 방송일   | 내레이션 | 대한민국(전국) | 대한민국(전국) |
| ------ | -------- | -------- | -------------- | -------------- |
| 제87회 | 1월 4일  | 김민정   | 13.2%          | 13.2%          |
| 제88회 | 1월 11일 | 김민정   | 11.2%          | 11.7%          |
| 제89회 | 1월 18일 | 김민정   | 11.5%          | 12.6%          |
| 제90회 | 1월 25일 | 김용림   | 19.7%          | 17.2%          |
| 제91회 | 2월 1일  | 김용림   | 17.1%          | 17.0%          |
| 제92회 | 2월 8일  | 김용림   | 17.4%          | 16.3%          |
| 제93회 | 2월 15일 | 김용림   | 15.7%          | 16.1%          |
| 제94회 | 2월 22일 | 김용림   | 15.9%          | 15.6%          |
| 제95회 | 3월 1일  | 김용림   | 13.8%          | 13.1%          |
| 제96회 | 3월 8일  | 김용림   | 9.6%           | 14.1%          |

### 2기

#### 2015년
| 회차    | 방송일    | 내레이션        | TNmS 시청률    | AGB 시청률     |
| 회차    | 방송일    | 내레이션        | 대한민국(전국) | 대한민국(전국) |
| ------- | --------- | --------------- | -------------- | -------------- |
| 제97회  | 3월 8일   | 혜리 (걸스데이) | 14.8%          | 14.1%          |
| 제98회  | 3월 15일  | 나문희          | 13.0%          | 13.2%          |
| 제99회  | 3월 22일  | 이다희          | 13.4%          | 11.4%          |
| 제100회 | 3월 29일  | 이다희          | 12.6%          | 11.5%          |
| 제101회 | 4월 5일   | 이다희          | 14.1%          | 14.0%          |
| 제102회 | 4월 12일  | 이다희          | 11.9%          | 10.5%          |
| 제103회 | 4월 19일  | 이다희          | 13.6%          | 12.9%          |
| 제104회 | 4월 26일  | 이다희          | 10.1%          | 9.1%           |
| 제105회 | 5월 3일   | 이다희          | 12.0%          | 11.9%          |
| 제106회 | 5월 10일  | 이다희          | 12.3%          | 11.9%          |
| 제107회 | 5월 17일  | 이다희          | 12.1%          | 11.0%          |
| 제108회 | 5월 24일  | 이다희          | 11.5%          | 8.9%           |
| 제109회 | 5월 31일  | 이다희          | 11.3%          | 10.4%          |
| 제110회 | 6월 7일   | 이다희          | 12.5%          | 11.5%          |
| 제111회 | 6월 14일  | 이다희          | 11.4%          | 10.9%          |
| 제112회 | 6월 21일  | 이다희          | 10.4%          | 10.3%          |
| 제113회 | 6월 28일  | 이다희          | 11.7%          | 10.5%          |
| 제114회 | 7월 5일   | 이다희          | 11.3%          | 10.9%          |
| 제115회 | 7월 12일  | 이다희          | 11.6%          | 11.6%          |
| 제116회 | 7월 19일  | 이소연          | 9.8%           | 9.7%           |
| 제117회 | 7월 26일  | 최화정          | 10.8%          | 11.9%          |
| 제118회 | 8월 2일   | 최화정          | 11.2%          | 11.0%          |
| 제119회 | 8월 9일   | 정겨운          | 8.9%           | 8.7%           |
| 제120회 | 8월 16일  | 정겨운          | 11.9%          | 12.3%          |
| 제121회 | 8월 23일  | 정겨운          | 12.3%          | 12.7%          |
| 제122회 | 8월 30일  | 윤종신          | 13.9%          | 17.1%          |
| 제123회 | 9월 6일   | 윤종신          | 16.3%          | 16.5%          |
| 제124회 | 9월 13일  | 윤종신          | 14.7%          | 14.8%          |
| 제125회 | 9월 20일  | 윤종신          | 13.7%          | 15.3%          |
| 제126회 | 9월 27일  | 여진구          | 13.7%          | 12.3%          |
| 제127회 | 10월 4일  | 여진구          | 14.6%          | 15.2%          |
| 제128회 | 10월 11일 | 여진구          | 14.4%          | 13.7%          |
| 제129회 | 10월 18일 | 여진구          | 14.5%          | 13.9%          |
| 제130회 | 10월 25일 | 여진구          | 14.1%          | 13.9%          |
| 제131회 | 11월 1일  | 임채무          | 14.8%          | 15.7%          |
| 제132회 | 11월 8일  | 임채무          | 17.7%          | 17.5%          |
| 제133회 | 11월 15일 | 임채무          | 15.8%          | 15.1%          |
| 제134회 | 11월 22일 | 임채무          | 15.0%          | 14.7%          |
| 제135회 | 11월 29일 | 임채무          | 13.3%          | 13.7%          |
| 제136회 | 12월 6일  | 임채무          | 11.9%          | 13.4%          |
| 제137회 | 12월 13일 | 임채무 김흥국   | 11.8%          | 12.8%          |
| 제138회 | 12월 20일 | 김흥국          | 11.6%          | 12.3%          |
| 제139회 | 12월 27일 | 김흥국          | 11.1%          | 12.9%          |

#### 2016년
| 회차    | 방송일    | 내레이션    | TNmS 시청률    | AGB 시청률     |
| 회차    | 방송일    | 내레이션    | 대한민국(전국) | 대한민국(전국) |
| ------- | --------- | ----------- | -------------- | -------------- |
| 제140회 | 1월 3일   | 김흥국      | 11.4%          | 13.2%          |
| 제141회 | 1월 10일  | 하니 (EXID) | 13.0%          | 13.1%          |
| 제142회 | 1월 17일  | 하니 (EXID) | 13.9%          | 12.7%          |
| 제143회 | 1월 24일  | 하니 (EXID) | 13.2%          | 14.3%          |
| 제144회 | 1월 31일  | 하니 (EXID) | 12.5%          | 13.3%          |
| 제145회 | 2월 7일   | 하니 (EXID) | 13.5%          | 11.6%          |
| 제146회 | 2월 14일  | 한채아      | 9.4%           | 10.3%          |
| 제147회 | 2월 21일  | 유인나      | 13.4%          | 13.1%          |
| 제148회 | 2월 28일  | 이상엽      | 14.6%          | 14.7%          |
| 제149회 | 3월 6일   | 이상엽      | 14.3%          | 12.5%          |
| 제150회 | 3월 13일  | 이상엽      | 11.9%          | 10.6%          |
| 제151회 | 3월 20일  | 이상엽      | 12.3%          | 12.2%          |
| 제152회 | 3월 27일  | 이상엽      | 10.4%          | 10.0%          |
| 제153회 | 4월 3일   | 이상엽      | 11.8%          | 10.7%          |
| 제154회 | 4월 10일  | 이상엽      | 9.2%           | 10.8%          |
| 제155회 | 4월 17일  | 김현주      | 11.6%          | 13.3%          |
| 제156회 | 4월 24일  | 김현주      | 10.7%          | 11.9%          |
| 제157회 | 5월 1일   | 김현주      | 10.1%          | 10.2%          |
| 제158회 | 5월 8일   | 김현주      | 10.2%          | 9.3%           |
| 제159회 | 5월 15일  | 김현주      | 11.2%          | 11.7%          |
| 제160회 | 5월 22일  | 이수민      | 11.5%          | 12.2%          |
| 제161회 | 5월 29일  | 이수민      | 11.6%          | 11.0%          |
| 제162회 | 6월 5일   | 이수민      | 9.4%           | 11.1%          |
| 제163회 | 6월 12일  | 이수민      | 9.0%           | 10.2%          |
| 제164회 | 6월 19일  | 이수민      | 8.6%           | 9.2%           |
| 제165회 | 6월 26일  | 이시영      | 8.5%           | 8.8%           |
| 제166회 | 7월 3일   | 이시영      | 9.0%           | 8.8%           |
| 제167회 | 7월 10일  | 이시영      | 9.0%           | 9.4%           |
| 제168회 | 7월 17일  | 이시영      | 9.0%           | 10.7%          |
| 제169회 | 7월 24일  | 서유리      | 9.1%           | 9.4%           |
| 제170회 | 7월 31일  | 서유리      | 9.0%           | 9.2%           |
| 제171회 | 8월 7일   | 서유리      | 9.8%           | 9.8%           |
| 제172회 | 8월 14일  | 서유리      | 9.2%           | 8.3%           |
| 제173회 | 8월 21일  | 서유리      | 10.3%          | 10.0%          |
| 제174회 | 8월 28일  | 서유리      | 12.5%          | 12.4%          |
| 제175회 | 9월 4일   | 서유리      | 11.0%          | 12.1%          |
| 제176회 | 9월 11일  | 서유리      | 11.6%          | 11.7%          |
| 제177회 | 9월 18일  | 서유리      | 12.4%          | 12.9%          |
| 제178회 | 9월 22일  | 서유리      | 12.7%          | 12.5%          |
| 제179회 | 10월 2일  | 서유리      | 12.2%          | 13.3%          |
| 제180회 | 10월 9일  | 서유리      | 12.5%          | 12.6%          |
| 제181회 | 10월 16일 | 서유리      | 14.2%          | 13.9%          |
| 제182회 | 10월 23일 | 서유리      | 12.7%          | 11.8%          |
| 제183회 | 10월 30일 | 서유리      | 9.3%           | 9.7%           |
| 제184회 | 11월 6일  | 서유리      | 11.7%          | 9.8%           |
| 제185회 | 11월 13일 | 서유리      | 11.9%          | 11.7%          |
| 제186회 | 11월 20일 | 서유리      | 10.4%          | 10.3%          |
| 제187회 | 11월 27일 | 서유리      | 9.6%           | 8.8%           |

## 수상 경력
2013 방송연예대상
- 최우수상 : 김수로
- 쇼/버라이어티 부문 인기상 : 장혁
- PD상, MC부문 인기상 : 서경석
- 올해의 작가상 : 신명진 작가
- 올해의 스타상 : 류수영, 손진영
- 신인상 : 박형식, 샘 해밍턴

2014 방송연예대상
- 버라이어티 부문 최우수상 : 서경석
- 버라이어티 부문 우수상 : 박건형, 라미란
- 버라이어티 부문 특별상 : 홍은희
- 가수 부문 특별상 : 케이윌
- 올해의 뉴스타상 : 임형준
- 최고의 시청률상 : 여군특집 1기 전원
- 우정상 : 김수로, 서경석, 샘 해밍턴
- 신인상 : 헨리, 혜리

2015 방송연예대상
- 버라이어티 부문 최우수상 : 김영철, 한채아
- 버라이어티 부문 우수상 : 정겨운, 김현숙
- 베스트 팀워크상 : 여군특집 3기 전원
- 인기상 : 강예원, 임원희
- 특별상 : 전미라
- 버라이어티 부문 신인상 : 슬리피, 엠버

2016 방송연예대상
- 버라이어티 부문 남자 우수상 : 허경환
- 올해의 작가상 : 이해영
- 버라이어티 남자 신인상 : 박찬호
- 버라이어티 여자 신인상 : 이시영